# Stepping
Stepping er en landsby i Sønderjylland med 362 indbyggere  (2024), beliggende i Stepping Sogn, vest for Christiansfeld. Landsbyen ligger i den sydlige del af Kolding Kommune og tilhører Region Syddanmark. Midt i bebyggelsen finder man Stepping Kirke.

## Bevaringsværdige bygninger
Den centrale del af Stepping by er udpeget som kulturhistorisk element. Inden for de særligt bevaringsværdige landsbyer må bevaringsinteresserne ikke tilsidesættes.
Den fredede Stepping Kirke og alle byens højt bevaringsværdige bygninger ligger i nærheden af byens oprindelige forte. Desuden ligger præstegården og et par gårde i umiddelbar nærhed af byen. Disse bygninger har også høj bevaringsværdi.

## Geografi
Stepping lå indtil 2007 i Christiansfeld Kommune, men tilhører nu sønderjyllandsdelen af Kolding Kommune.